# Tekila
Tekíla (špansko tequila) je močna alkoholna pijača, ki jo pridobivajo iz fermentiranega soka modre agave (Agave tequilana), ki ga destilirajo v posebnih kotlih.
Pijača je dobila ime po kraju Tequila, ki se nahaja kakšnih 65 km izven Guadalajare in višavja Los Altos na severozahodu mehiške zvezne države Jalisco, od koder naj bi izvirala.
Povprečna vsebnost alkohola v tekili se giblje med 38 in 40 % in je prva destilirana alkoholna pijača, ki so jo proizvajali v Ameriki. Zaradi tega je dobila status avtohtone pijače na ameriški celini.

## Zgodovina
Že Azteki so pred prihodom Špancev iz agave pridobivali alkoholno pijačo, ki so jo imenovali octli. To je bil v bistvu fermentiran sok te rastline, ki so ga Španci v 16. stoletju začeli destilirati na enak način kot so v domovini pridobivali konjak iz vina.
Prvo večjo destilarno je okoli leta 1600 zgradil markiz iz Altamire, Don Pedro Sánchez de Tagle, ki je obrate postavil na področju današnjega območja Jalisce. Pijača iz njegove destilarne je kmalu postala tako priljubljena, da so v okolici začeli nastajati vedno novi obrati za pridelavo tega žganja, leta 1608 pa je kolonialni guverner začel pobirati davek od prodane tekile.
Sprva so, podobno kot prvi viski, tekilo pili, ne da bi jo prej starali v sodih. Prvič pa so starano tekilo ponudili na tržišče leta 1800. Tako danes velja, da je tekila v sodobnem pomenu besede nastala tega leta v Guadalajari.

## Vrste tekile
- blanco (tudi silver) – nestarana tekila, brezbarvna.
- joven ali oro (tudi gold) - nestarana tekila, ki ji je dodana karamela, fruktoza, glicerin in lesna aroma, da bi se dosegla izgled in okus starane tekile.
- reposado  – tekila starana med dva meseca in enim letom v hrastovih sodih.
- añejo (tudi exta-aged ali vintage) – tekila starana med enim in tremi leti v hrastovih sodih.
- Extra-añejo (tudi ultra-aged ali vintage) – vrsta tekile, starana najmanj tri leta v hrastovih sodih, ustanovljena marca 2006.

Proces staranja v hrastovih sodih daje žganim pijačam rjavkasto-rumeno barvo, katere odtenek je odvisen od dolžine staranja. Pri tekili pa lahko z dodajanjem omenjenih dodatkov tudi umetno dosežemo zunanji izgled starane tekile. Tako obstaja veliko različnih barvnih različic te pijače, tudi precej različnih okusov.

## Tržne znamke tequila
- Tequila CAMPANARIO
- Tequila 1921
- Tequila Chaponero
- Tequila Campo Azul
- Tequila Corralejo
- Tequila Don Julio
- Tequila Gran Centenario
- Tequila Herradura
- Tequila Jimador
- Tequila José Cuervo
- Tequila Real de Pénjamo
- Tequila Sauza
- Tequila Centenario
- Tequila Tapatio
- Tequila Patron
- Tequila Pueblo Viejo
- Tequila CAMPANARIO
- Tequila Arandas
- Tequila GRILLOS